# Leptogenys acutangula
Leptogenys acutangula är en myrart som beskrevs av Carlo Emery 1914. Leptogenys acutangula ingår i släktet Leptogenys och familjen myror. Inga underarter finns listade i Catalogue of Life.